# Zygmunt Milewicz
Zygmunt Milewicz ps. „Róg”, „Smotrycz”, „Witold”, vel Mieczysław Tatarowski, vel Ostrowski  (ur. 2 maja 1896 w Krasiłowie, zm. 17 stycznia 1985 w Londynie) – uczestnik wojny polsko-bolszewickiej, major, oficer Polskich Sił Zbrojnych, Armii Krajowej, w powstaniu warszawskim zastępca dowódcy batalionu „Czata 49”, cichociemny. Znajomość języków: rosyjski, ukraiński, angielski, francuski. Zwykły Znak Spadochronowy nr 0026, Bojowy Znak Spadochronowy nr 2002.

## Życiorys
Od 1906 uczył się w Zakładzie Naukowym Męskim Gustawa Kośmińskiego w Częstochowie, w 1914  zdał egzamin dojrzałości. Działał w Towarzystwie Gimnastycznym „Sokół”, organizacjach „Przyszłość” oraz „Polska Młodzież Narodowa”.  W 1914 wyjechał z Wołynia do rodziców na Podole. We wrześniu 1918 powrócił z Rosji, podjął studia na Wydziale Lekarskim Uniwersytetu Warszawskiego. Od 19 listopada jako ochotnik w Wojsku Polskim, początkowo w 1 Pułku Artylerii Górskiej w Nowym Targu, następnie od 8 grudnia w 1 kompanii 2 Pułku Strzelców Podhalańskich.
W lipcu 1920 ukończył Szkołę Podchorążych Piechoty w Warszawie, przydzielony jako dowódca plutonu 67 Pułku Piechoty 17 Dywizji Piechoty. Uczestniczył w walkach nad Niemnem, w lipcu  ranny, do listopada 1920 w szpitalu w Warszawie, następnie w Grudziądzu. 9 listopada zwolniony ze służby czynnej, awansowany na stopień podporucznika. 28 października 1924 obronił dyplom magistra prawa na Uniwersytecie Warszawskim. Podjął pracę w Banku Ziemiańskim w Warszawie, od 1932 jako prokurent w Banku Zachodnim.
W kampanii wrześniowej zmobilizowany, przydzielony do Wojewódzkiej Komendy Policji Państwowej w Krakowie. Ewakuowany przez Ropczyce, Przeworsk, Jarosław, Lwów, Tarnopol. Buczacz. 18 września przekroczył granicę z Rumunią, internowany. Od listopada 1939 we Francji, w obozie Camp de Carpiagne, następnie Chauteauborent oraz Sables d’Or. Wstąpił do Polskich Sił Zbrojnych na Zachodzie, od maja 1940 przydzielony jako adiutant dowódcy 3 batalionu 9 Pułku Piechoty.
Po upadku Francji ewakuowany, od 22 czerwca 1940 w Wielkiej Brytanii, w obozie Biggar. Przydzielony do 4 Brygady Kadrowej Strzelców, później przekształconej w 1 Samodzielną Brygadę Spadochronową.

## Cichociemny
Zgłosił się do służby w kraju. Przeszkolony ze specjalnością w dywersji i łączności na kursach specjalnych dla kandydatów na cichociemnych m.in.  dywersyjno – strzeleckim (STS 25, Inverlochy), łączności (Alyth), spadochronowym, i in. Zaprzysiężony na rotę ZWZ/AL 28 listopada 1941 przez szefa Oddziału VI (Specjalnego) Sztabu Naczelnego Wodza, przydzielony do tego oddziału, awansowany na topień kapitana ze starszeństwem od 3 marca 1942.
Skoczył ze spadochronem do okupowanej Polski w nocy  3/4 marca 1942, w operacji lotniczej „Collar”, z samolotu Halifax L-9618 „W”, na placówkę odbiorczą „Pole”, w okolicach miejscowości Łosinno, 7 km od Wyszkowa. Razem z nim skoczyli: kpt. Stanisław Jankowski ps. Agaton, por. Jan Kochański ps. Jarema, kpt. Bohdan Piątkowski ps. Mak, por. Franciszek Pukacki ps. Gzyms, por. Jan Rogowski ps. Czarka.
Po aklimatyzacji do realiów okupacyjnych w Warszawie, przydzielony do Wydziału Przerzutów Powietrznych „Syrena” V Oddziału Komendy Głównej Armii Krajowej, od września 1942 jako zastępca kierownika referatu odbioru zrzutów Wydziału Przerzutów Powietrznych (Wydział Zrzutów V-S) o kryptonimie „Syrena”, „Import”, „M II Grad” Komendy Głównej AK. Od czerwca 1944 kierownik referatu odbioru oraz zastępca kierownika referatu operacyjnego „M II Grad”.
W Powstaniu Warszawskim do ok. 1 września  kierownik odbioru zrzutów w Komendzie Obwodu Śródmieście. Od 1 września 1944 zastępca dowódcy batalionu „Czata 49” na Czerniakowie, używał pseudonimu „Witold”. W nocy 19/20 września ciężko ranny w nogę od wybuchu pocisku artyleryjskiego, leczony w szpitalu polowym w domu przy ul. Wilanowskiej 5. W nocy  21/22 września do tego budynku dostał się oddział żołnierzy niemieckich. Większość przebywających w nim osób rozstrzelali. Ocalało kilkanaście osób, wśród których znalazł się Zygmunt Milewicz. Aresztowany, osadzony na Al. Szucha, następnie w siedzibie gestapo na Woli. Przewieziony na operację nogi do szpitala w Skierniewicach, po niej 13 października uciekł. 
Od listopada 1944 jako oficer operacyjny oraz zastępca kierownika referatu przerzutów w Wydziale Lotnictwa Komendy Głównej Armii Krajowej. Awansowany na stopień majora, ze starszeństwem od 1 stycznia 1945.
W lipcu 1945 wyjechał do Wielkiej Brytanii, 17 września zameldował się w Oddziale VI (Specjalnym)  w Londynie, przydzielony do Centrum Wyszkolenia Piechoty. Od października leczył się w Szpitalu Wojennym nr 4, od lutego 1946  w szpitalu dla rekonwalescentów. Od maja 1946 w Samodzielnym Wydziale Statystycznym Sztabu Głównego WP w Londynie. W marcu 1947 wybrany do komisji rewizyjnej na I Zjeździe Koła Armii Krajowej w Londynie. Po zdemobilizowaniu w 1948 pozostał na emigracji w Wielkiej Brytanii. 
Zmarł 17 stycznia 1985 w Londynie, pochowany na cmentarzu Gunnersbury.

## Awanse
- kapral – 7 czerwca 1919
- plutonowy – 22 lipca 1919
- sierżant – 30 sierpnia 1919
- podporucznik – 9 listopada 1920
- porucznik
- kapitan – ze starszeństwem od 3 marca 1942
- major – ze starszeństwem od 1 stycznia 1945

## Ordery i odznaczenia
- Krzyż Srebrny Orderu Virtuti Militari
- Złotym i Srebrnym Krzyżem Zasługi z Mieczami
- Krzyż Walecznych